# Comportament passiu-agressiu
El comportament passiu-agressiu és la resistència passiva o obstruccionista a instruccions autoritàries en situacions interpersonals o laborals. Es pot manifestar com a ressentiment, tossuderia, desídia o el fracàs intencionat a realitzar les tasques requerides. Per exemple, les persones que són passives-agressives poden trigar tant a preparar-se per a una festa a la qual no desitgen anar, que per a quan arriben aquesta pràcticament ha finalitzat. El terme "passiu-agressiu" va ser utilitzat per primera vegada pels militars nord-americans durant la Segona Guerra Mundial, quan psiquiatres militars van notar el comportament en soldats que mostraven resistència passiva i eren poc inclinats a complir ordres.
Es va incloure com un trastorn de personalitat Axis II en el Manual diagnòstic i estadístic de trastorns mentals DSM-III, però finalment es va moure a l'Apèndix B del DSM-IV a causa de la controvèrsia i a la necessitat de major recerca sobre com categoritzar els comportaments en una futura edició. En aquest punt, Cecil Adams escriu: «El simple fet de ser passiu-agressiu no és un trastorn sinó un comportament; de vegades aquest és un comportament perfectament racional, que permet evitar la confrontació. Només és patològic si és una resposta habitual, invalidant, que reflecteix una actitud dominant pessimista».
Quan el comportament és part d'un trastorn, la falta de repercussions resultant del comportament passiu-agressiu pot portar a atacs continus, de tipus passiu, en coneguts. El tractament d'aquest trastorn pot ser difícil, sobretot perquè els esforços per convèncer la persona que té un problema es troben amb resistència, i el passiu-agressiu freqüentment deixarà el tractament al·legant que no li feia cap bé. Com que l'efectivitat de les diverses teràpies encara s'ha de provar, aquests individus poden tenir raó.
En la teoria psicoanalítica de l'anàlisi transaccional, molts tipus de comportament passiu-agressiu s'interpreten com a "jocs" amb una recompensa psicològica oculta, i es classifiquen com a escenaris estereotípics amb noms com "Mira el que m'has obligat a fer" i "Mira quant m'he esforçat".

## Signes comuns del trastorn de personalitat passiu-agressiu
Existeixen certs comportaments que serveixen per a identificar un individu passiu-agressiu.
- Ambigüitat
- Oblits i lapsus freqüents
- Culpar els altres
- Tardança crònica i oblit
- No s'expressa hostilitat o empipament de forma oberta
- Por a l'autoritat
- Por a la competició
- Por a la intimitat
- Foment del caos
- Ineficiència intencionada
- Excuses i mentides
- Obstruccionisme
- Es deixen les coses per més tard (procrastinació)
- Ressentiment
- Es resisteix a suggeriments d'altres
- Sarcasme

Un individu passiu-agressiu pot no tenir totes aquestes característiques, i pot tenir altres comportaments no passius-agressius.